# Kayo Kitada
Kayo Kitada –en japonés, 北田 佳世, Kitada Kayo– (7 de julio de 1978) es una deportista japonesa que compitió en judo. Ganó una medalla en los Juegos Asiáticos de 2002, y dos medallas en el Campeonato Asiático de Judo en los años 2003 y 2004.

## Palmarés internacional
| Juegos Asiáticos    | Juegos Asiáticos      | Juegos Asiáticos | Juegos Asiáticos |
| Año                 | Lugar                 | Medalla          | Categoría        |
| ------------------- | --------------------- | ---------------- | ---------------- |
| 2002                | Busan (Corea del Sur) | Medalla de oro   | –48 kg           |
| Campeonato Asiático |                       |                  |                  |
| Año                 | Lugar                 | Medalla          | Categoría        |
| 2003                | Jeju (Corea del Sur)  | Medalla de plata | –48 kg           |
| 2004                | Almatý ( Kazajistán)  | Medalla de oro   | –48 kg           |